# Cá rắn Viper
Cá rắn Viper, được tìm thấy ở độ sâu từ 80-1.600m) thuộc chi Chauliodus, là một trong những loài sinh vật có vẻ ngoài dữ tợn nhất của đại dương. Vào ban đêm, một số cá thể cá rắn Viper chuyển sang đen và bắt đầu phát sáng bằng các bộ phận phát quang sinh học phân bố trên những vùng "chiến lược" của cơ thể, ví như vây sống lưng được dùng để săn những con mồi phía trên. Một số cá rắn Viper không có sắc tố da, hay nói cách khác, chúng trong suốt và hoàn toàn có thể nhìn thấu được. Cặp mắt của chúng luôn mở rộng để thu nhận lượng ánh sáng tối đa có thể. Dạ dày của cá rắn Viper rất to, có tính co giãn, giúp chúng có khả năng nuốt và tiêu hoá những con mồi thậm chí còn to hơn chúng rất nhiều.

## Loài
Có 9 loài:
- Chauliodus barbatus (Lowe, 1843).
- Chauliodus danae Regan & Trewavas, 1929.
- Chauliodus dentatus Garman, 1899.
- Chauliodus macouni Bean, 1890.
- Chauliodus minimus Parin & Novikova, 1974.
- Chauliodus pammelas Alcock, 1892.
- Chauliodus schmidti (Regan & Trewavas, 1929).
- Chauliodus sloani Bloch & Schneider, 1801.
- Chauliodus vasnetzovi Novikova, 1972.